# Fritillaria grandiflora
Fritillaria grandiflora är en liljeväxtart som beskrevs av Aleksandr Alfonsovitj Grossgejm. Fritillaria grandiflora ingår i Klockliljesläktet och i familjen liljeväxter. Inga underarter finns listade.